# Poiana Lungă (okręg Caraș-Severin)
Poiana Lungă – wieś w Rumunii, w okręgu Caraș-Severin, w gminie Cornereva. W 2011 roku liczyła 57 mieszkańców. 